# Malvaste
Koordinaten: 59° 1′ N, 22° 36′ O

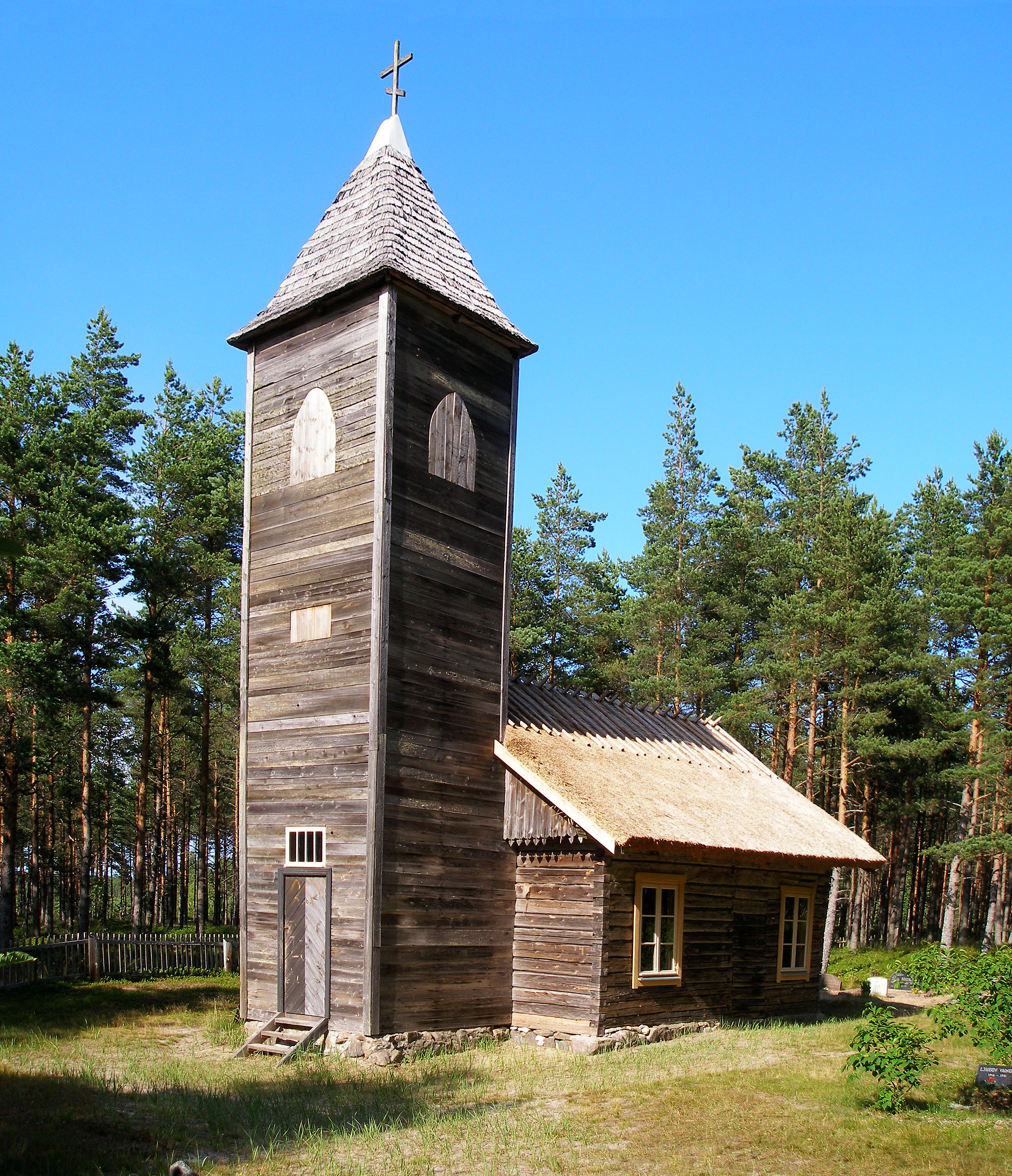
Orthodoxe Kapelle auf dem Waldfriedhof von Malvaste

Malvaste ist ein Dorf (estnisch küla) in der Landgemeinde Hiiumaa (2013 bis 2017: Landgemeinde Hiiu, davor Landgemeinde Kõrgessaare) auf der zweitgrößten estnischen Insel Hiiumaa (deutsch Dagö).

## Beschreibung
Malvaste (deutsch Malweste) hat heute nur noch 3 Einwohner (Stand 31. Dezember 2011).
Der Ort befindet sich auf der nördlichsten Halbinsel Hiiumaas, Tahkuna (Tahkuna poolsaar). Er liegt zwölf Kilometer westlich der Inselhauptstadt Kärdla (Kertel). Malvaste liegt einen Kilometer von der Ostsee mit ihren Sandstränden entfernt.

## Orthodoxe Kapelle
Sehenswert ist die 1906 errichtete orthodoxe Kapelle aus Holz mit ihrem Glockenturm. Sie ist dem Propheten Elija geweiht. Das einschiffige Gotteshaus ist reetgedeckt. In unmittelbarer Nähe befindet sich der historische Waldfriedhof von Malvaste.

## Bauernhofmuseum Mihkli
Auf dem Gebiet von Malvaste liegt das Bauernhofmuseum Mihkli (Mihkli talumuuseum). Es wurde 1998 eröffnet. Das Gehöft mit insgesamt acht Gebäuden stammt von der Mitte des 19. Jahrhunderts. Es ist heute eine Außenstelle des Museums Hiiumaa.
In Mihkli werden die traditionelle Lebens- und Arbeitsweise sowie die Bauernarchitektur Nordestlands vorgestellt. Zu sehen sind unter anderem Wohngebäude, Speicherhäuser, Scheunen, Keller und eine Rauchsauna aus dem Jahr 1915.